# صقر الغابة الرصاصي
صقر الغابة الرصاصيّ هو طائر جارح من فصيلة الصقريات ويوجد فقط في منطقة تشوكو في كولومبيا والإكوادور.